# Николај Јарошенко
Николај Александрович Јарошенко (рус. Николай Александрович Ярошенко; укр. Микола Олександрович Ярошенко; Полтава, 13. децембар 1835 – Кисловодск, 7. јул 1898) био je руски сликар.
Јарошенко је насликао многе портрете, жанровске слике и цртеже. Његове жанровске слике приказују мучење, борбе, воће, купаће костиме и разне тешкоће са којима се суочавала Руска империја. Током последње две деценије 19. века био је један од водећих сликара реализма у источној Европи.

## Биографија
Рођен је у као син официра руске војске украјинског порекла. Одабрао је војну каријеру, студирајући на Полтавској кадетској академији, а касније и на Михаиловској војној артиљеријској академији у Санкт Петербургу, али је студирао и уметност у Крамскојевој школи цртања и на Царској академији уметности у Санкт Петербургу.
Године 1876. постао је водећи члан групе руских сликара под називом Передвижници. Добио је надимак „савест Путника” због свог интегритета и привржености принципима. 
Јарошенко је пензионисан као генерал-мајор 1892. године.
Он је провео неколико година у областима Полтаве и Чернигова, а касније у Кисловодску, на Кавкаским планинама, где се преселио због лошег здравља. Умро је од туберколозе плућа у Кисловодску 7. јула 1898 и ту је сахрањен.
У складу са тестаментом његове удовице, Марије Павливне Јарошенко, његова и њена)уметничка збирка је завештана Полтавској општинској галерији уметности 1917. Састојала се од преко 100 уметникових слика и 23 скице, као и многих дела других чланова уметничке групе, и требало је да буде основа данашњег Полтавског уметничког музеја.

## Галерија
- Стокер, 1878.
- Затвореник, 1878.
- Студент, 1881.
- Избачен, 1883
- У топлој земљи, 1890.
- Живот је свуда, 1888.
- Циганка (1886) Уље на платну.
- Портрет Владимира Соловјева, 1892.
- Слепи или група слепих (1879).
- Ел Брус (1884), Кавкаске планине .
- Ел Брус иза облака (1894).
- Тебердинско језеро, Кавказ (1894).